# Guilhem III de Montpellier
Guilhem III de Montpellier est le troisième seigneur de la dynastie des Guilhem, seigneurs de cette ville. Il est mort vers 1068.

## Biographie
Sans descendance, c'est son frère Bernard Guilhem IV de Montpellier qui lui succède à la tête de la Seigneurie de Montpellier.

## Famille
Il est le fils aîné de Guilhem II de Montpellier et de Béliarde.